# Nosivți, Haisîn
Nosivți (în ucraineană Носівці) este localitatea de reședință a comunei Nosivți din raionul Haisîn, regiunea Vinnița, Ucraina.

## Demografie
Componența lingvistică a localității Nosivți
     Ucraineană (98,95%)
     Rusă (1,05%)
Conform recensământului din 2001, majoritatea populației localității Nosivți era vorbitoare de ucraineană (98,95%), existând în minoritate și vorbitori de rusă (1,05%).